# 国際連合安全保障理事会決議287
国際連合安全保障理事会決議287（こくさいれんごうあんぜんほしょうりじかいけつぎ287、英: United Nations Security Council Resolution 287）は、1970年10月10日に国際連合安全保障理事会で採択された決議である。フィジーの国際連合への加盟申請を検討した上で、国際連合総会に対して承認勧告を行った。